# Artūras Paulauskas

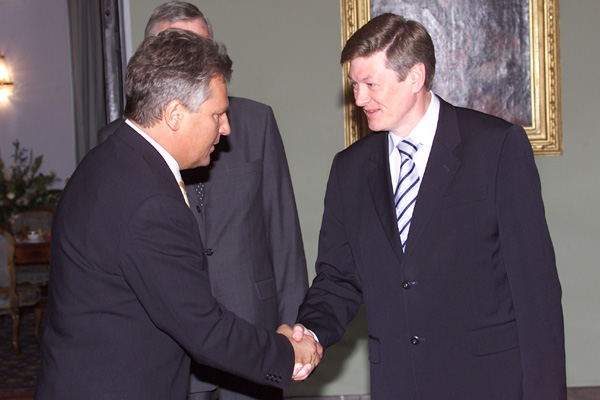
Artūras Paulauskas podczas spotkania z prezydentem RP Aleksandrem Kwaśniewskim, Warszawa, 25 czerwca 2003

Artūras Paulauskas (ur. 23 sierpnia 1953 w Wilnie) – litewski polityk, prawnik, prokurator generalny w latach 1990–1995, przewodniczący Sejmu w latach 2000–2006, w 2008 minister środowiska w rządzie Gediminasa Kirkilasa, lider Nowego Związku.

## Życiorys

### Wykształcenie i działalność zawodowa
W 1976 ukończył studia prawnicze na Uniwersytecie Wileńskim.
Po ukończeniu studiów pracował jako prokurator. W Prokuraturze Rejonowej w Koszedarach był śledczym (1976–1979) i zastępcą prokuratora rejonowego (1979–1982). W latach 1982–1987 pełnił funkcję prokuratora rejonowego w Oranach. W latach 1987–1990 był zastępcą prokuratora generalnego Litewskiej SRR.
Od 1990 do 1995 pełnił funkcję prokuratora generalnego Republiki Litewskiej, a w latach 1995–1997 był zastępcą prokuratora generalnego. Kierując PG, zdobył popularność w związku ze zwalczaniem zorganizowanej przestępczości na Litwie. Mimo to został przesunięty na niższe stanowisko po objęciu na Litwie władzy przez postkomunistyczną lewicę. Jej lider i jednocześnie prezydent Litwy Algirdas Brazauskas uznał, że Artūras Paulauskas nie był dość skuteczny w walce z przestępczością zorganizowaną. Z funkcji zastępcy prokuratora generalnego został odwołany w 1997 po objęciu rządów przez konserwatystów.
Po odejściu z pracy w prokuraturze prowadził prywatną praktykę adwokacką.

### Działalność polityczna
W grudniu 1997 wystartował w wyborach prezydenckich. Uzyskał przy tym poparcie polityków lewicowych, którzy dwa lata wcześniej odsunęli go od kierowania Prokuraturą Generalną. Do wyborów przystąpił z poparciem Litewskiej Demokratycznej Partii Pracy i Litewskiego Związku Liberałów oraz Akcji Wyborczej Polaków na Litwie. Poparcia udzielił mu również ustępujący prezydent Algirdas Brazauskas, który zrezygnował z ubiegania się o drugą kadencję. Jednocześnie deklarował się jako polityk ponadpartyjny, a swoje poglądy określał jako socjalliberalne.
Artūras Paulauskas wygrał I turę wyborów, która odbyła się 21 grudnia 1997, zdobywając 45,28% głosów ważnych. W II turze, która odbyła się 4 stycznia 1998, przegrał jednak z Valdasem Adamkusem, uzyskując 49,63% głosów ważnych.
Po przegranych wyborach prezydenckich kontynuował działalność polityczną. W 1998 założył Nowy Związek (Socjalliberałowie). W swoim ugrupowaniu skupił w większości postaci mało znane i mało doświadczone w polityce. Przed wyborami parlamentarnymi w 2000 odrzucił złożoną przez Algirdasa Brazauskasa propozycję wspólnego startu Nowego Związku z blokiem ugrupowań centrolewicowych. W wyborach do Sejmu, które odbyły się 8 października 2000 Nowy Związek odniósł względny sukces, zdobywając 19,64% głosów i 18 mandatów z listy ogólnokrajowej oraz 11 mandatów w okręgach jednomandatowych. Wybory wygrał blok centrolewicowy, jednak powyborczą koalicję rządową utworzyły Nowa Związek Artūrasa Paulauskasa oraz Litewski Związek Liberałów Rolandasa Paksasa bez udziału partii lewicowych. Rolandas Paksas stanął na czele rządu, zaś Artūras Paulauskas 19 października 2000 został wybrany na przewodniczącego Sejmu.
Wiosną 2001 doszło do sporu między oboma ugrupowaniami koalicyjnymi m.in. wokół prywatyzacji państwowego koncernu gazowego, reformy systemu podatków, restytucji ziemi oraz zarządzania przedsiębiorstwem Mažeikių Nafta. 18 czerwca 2001 zażądał dymisji Rolandasa Paksasa, a następnie Nowy Związek wycofał swoich ministrów z rządu. 21 czerwca premier podał się do dymisji, a nową koalicję utworzyły Nowy Związek oraz socjaldemokraci Algirdasa Brazauskasa. W nowym układzie politycznym Algirdas Brazauskas został premierem, zaś Artūras Paulauskas zachował stanowisko przewodniczącego parlamentu.
W grudniu 2002 ponownie wystawił swoją kandydaturę w wyborach prezydenckich. Nie udało mu się jednak powtórzyć wyniku sprzed 5 lat. W I turze, która odbyła się 22 grudnia 2002 uzyskał 8,31% głosów ważnych, nie wchodząc do II tury.
Jako przewodniczący Sejmu odgrywał znaczącą rolę w czasie kryzysu politycznego związanego z zarzutami wobec prezydenta Rolandasa Paksasa. Po tym, gdy 30 października 2003 służby specjalne przekazały Sejmowi materiały obciążające osoby z otoczenia prezydenta, parlament powołał tymczasową komisją śledczą do zbadania sprawy. Raport komisji, przyjęty przez Sejm 2 grudnia tego roku, zawierał zarzuty także wobec prezydenta. W tym samym czasie niektórzy z polityków bliskich Rolandasowi Paksasowi oskarżyli marszałka Sejmu o udział w spisku mającym odsunąć prezydenta od władzy. 19 lutego 2004 zakończyła prace specjalna komisja śledcza (powołana 18 grudnia 2003), która przyjęła wnioski obciążające Paksasa. Tego samego dnia Sejm opowiedział się za wszczęciem procedury oskarżenia wobec prezydenta. Artūras Paulauskas wezwał prezydenta do ustąpienia ze stanowiska. 6 kwietnia 2004 Sejm, w głosowaniu nad trzema zarzutami postawionymi wcześniej Rolandasowi Paksasowi, opowiedział się za pozbawieniem go urzędu prezydenta. Tego samego dnia Artūras Paulauskas jako przewodniczący parlamentu przejął obowiązki głowy państwa. 12 lipca 2004 przekazał urząd wybranemu w wyborach przedterminowych Valdasowi Adamkusowi, któremu wcześniej udzielił poparcia.
Urząd przewodniczącego Sejmu pełnił do końca kadencji w 2004. W wyborach, które odbyły się 10 i 23 października, jego Nowy Związek startował w koalicji z Litewską Partią Socjaldemokratyczną Algirdasa Brazauskasa. Wspólna lista uzyskała 20,65% głosów w okręgu wielomandatowym. Ostatecznie socjalliberałowie uzyskali 11 miejsc w nowo wybranym Sejmie. Artūras Paulauskas ponownie uzyskał mandat i 15 listopada 2004 został po raz kolejny wybrany na przewodniczącego Sejmu. Wcześniej jego partia zawarła porozumienie o utworzeniu koalicji rządowej z socjaldemokratami oraz zwycięską w wyborach Partią Pracy Viktora Uspaskicha.
Urząd przewodniczącego tym razem pełnił do 12 kwietnia 2006. Został odwołany w związku z zarzutami dotyczącymi wykorzystywania służbowych samochodów do prywatnych celów przez pracowników kancelarii Sejmu. Po tym wydarzeniu Nowy Związek wycofał się z koalicji rządowej.
28 stycznia 2008 socjalliberałowie powrócili do współpracy z socjaldemokratami, tworząc nową koalicję popierającą rząd Gediminasa Kirkilasa. W negocjacjach koalicyjnych ustalono, że liderowi socjalliberałów przypadnie kierownictwo resortu środowiska. 31 stycznia 2008 został powołany na stanowisko ministra środowiska w gabinecie Gediminasa Kirkilasa. Urząd ten sprawował do 9 grudnia tego samego roku.
W związku z porażką swojego ugrupowania w wyborach parlamentarnych z 12 października 2008 (Nowy Związek nie przekroczył progu wyborczego) zapowiedział powrót do wykonywania zawodu prawnika. W wyborach w 2011 był liderem listy wyborczej Nowego Związku w wyborach do rady miejskiej Wilna, jednak lista socjalliberalna z poparciem 1,84% głosów nie uzyskała przedstawicielstwa w radzie. Po zjednoczeniu Nowego Związku z Partią Pracy w lipcu 2011 objął funkcję wiceprzewodniczącego tego drugiego ugrupowania. W wyniku wyborów parlamentarnych w 2012 z ramienia Partii Pracy powrócił do litewskiego parlamentu.
W 2014 ponownie wystartował w wyborach prezydenckich, w I turze otrzymując 12,19% głosów ważnych i zajmując 3. miejsce wśród 7 kandydatów. W wyborach parlamentarnych w 2016 nie uzyskał poselskiej reelekcji. Później odszedł z Partii Pracy, w 2017 założył ruch polityczny pod nazwą „Pirmyn, Lietuva”. W 2020 objął funkcję wiceprzewodniczącego partii Wolność i Sprawiedliwość, formacji powstałej z przekształcenia Litewskiego Związku Wolności, do której dołączyły jego ruch oraz ugrupowanie Porządek i Sprawiedliwość.

## Życie prywatne
Dwukrotnie żonaty, drugi związek małżeński zawarł z Jolantą Paulauskienė. Ma dwóch synów z pierwszego małżeństwa, oraz córkę i syna z drugiego związku.

## Odznaczenia
- Medal Rady Bałtyckiej – 2005[32]